# Apaseo el Alto
Apaseo el Alto è una città dello stato di Guanajuato, nel Messico centrale, capoluogo dell'omonima municipalità.
La municipalità conta 64.433 abitanti (2010) e ha un'estensione di 375,87 km².